# استور هدینگ
استور هدینگ (به لاتین: Store Heddinge) یک شهرک در دانمارک است که در Stevns Municipality واقع شده‌است. استور هدینگ ۲٫۲۵ کیلومتر مربع مساحت و ۳٬۴۳۰ نفر جمعیت دارد.